# Vakuf (Gradiška)
Vakuf (szerbül: Вакуф), falu Gradiška községben, Bosznia-Hercegovinában, Bosanska krajina területén, a Szerb Köztársaságban. 

## Fekvése
Bosznia-Hercegovina északi részén, Banja Lukától légvonalban 27, közúton 31 km-re északkeletre, községközpontjától légvonalban 18, közúton 20 km-re délkeletre, 105-107 méteres magasságban, a Lijevce polje síkságának délkeleti részén fekszik. 

## Népessége
| Nemzetiségi csoport | Népesség 1991 | Népesség 2013 |
| ------------------- | ------------- | ------------- |
| Szerb               | 412           | 338           |
| Bosnyák             | 0             | 1             |
| Horvát              | 0             | 1             |
| Jugoszláv           | 0             | 0             |
| Egyéb               | 4             | 6             |
| Összesen            | 416           | 346           |

## Története
A Gradina lelőhelyen található középkori vár maradványai arról tanúskodnak, hogy itt már a középkorban is társadalmi élet folyt. A középkorban ez a terület a glaži zsupánia területéhez tartozott, melynek központja valahol az Orbász folyó mellett volt.
A település 1878-ig tartozott az Oszmán Birodalomhoz, ekkor a berlini kongresszus határozata alapján az Osztrák-Magyar Monarchia része lett. 1879-ben az első osztrák-magyar népszámlálás során a Banja Luka községhez tartozó településnek 14 háztartása és 108 ortodox lakosa volt.  1910-ben a Bosanska Gradiškai járáshoz és Mrčevci községhez tartozó Vakuf Srpski településen 36 háztartást, 240 ortodox szerb és 1 muszlim lakost találtak. A monarchia szétesésével 1918-ban előbb a Szerb-Horvát-Szlovén Királyság, majd 1929-től a Jugoszláv Királyság része. Ebben az időszakban Romanovci község része volt.  Jugoszlávia megszállása után a Független Horvát Állam (NDH) része lett. A második világháborúban a településnek 45 halálos áldozata volt. 1945-től a szocialista Jugoszlávia része volt. A daytoni békeszerződést követő területfelosztásnál Bosanska Gradiška község részeként a Szerb Köztársaság területéhez került.

## Nevezetességei
- Gradina – késő középkori vár maradványai. Központi része egy 50x30 méteres, kelet-nyugati irányú kiemelkedés, melyet erős földsánc és mély árok övezett. A területen építőanyag (kő, habarcs), valamint salak, csont és kerámiatöredékek találhatók. A szomszédos földterületen ugyancsak sok kerámiatöredék került elő.[4]